# Фурс Ігор Леонідович
Ігор Леонідович Фурс (1 серпня 1929 — ?) — український радянський діяч, 1-й секретар Дніпродзержинського міського комітету КПУ Дніпропетровської області. Кандидат у члени ЦК КПУ в 1971—1976 р. Кандидат у члени ЦК КПРС у 1971—1976 р. Депутат Верховної Ради УРСР 8-го скликання.

## Біографія
Навчався у Дніпродзержинській середній школі № 6 Дніпропетровської області. У 1950 році закінчив Дніпродзержинський металургійний технікум.
У 1950—1965 роках — кресляр, начальник зміни, заступник начальника цеху, заступник секретаря парткому Дніпровського металургійного заводу імені Дзержинського міста Дніпродзержинська Дніпропетровської області.
Член КПРС з 1956 року.
У 1956 році без відриву від виробництва закінчив вечірнє відділення Дніпродзержинського металургійного інституту.
У 1965—1968 роках — 1-й секретар Заводського районного комітету КПУ міста Дніпродзержинська. У 1968—1969 роках — в апараті Дніпропетровського обласного комітету КПУ.
У березні 1969—1975 роках — 1-й секретар Дніпродзержинського міського комітету КПУ Дніпропетровської області.
Потім — на пенсії у місті Дніпродзержинську (тепер — Кам'янське) Дніпропетровської області.

## Нагороди
- ордени
- медалі